# Kaskasapakte
Kaskasapakte er et af de højeste bjerge i Sverige, og samtidig et af de sværeste at bestige. Det ligger i Lappland, nordøst for Sveriges højeste bjerg, Kebnekaise. Ved foden af Kaskasapakte ligger gletsjersøen Tarfalajaure og den meteorologisk-glaciologiske forskningsstation, Tarfala forskningsstation.

## Ekstern henvisning
- Kaskasapakte på SummitPost.org